# Ljungbyheds Motorbana
Ljungbyheds Motorbana  är en racerbana i Ljungbyhed i Skåne.
Motorbanan har anlagts på två tidigare  landningsbanor och  taxibanor på Krigsflygskolans övningsfält vid Ljungbyheds flygplats. Den har använts för förarutbildning och som halkbana sedan 2007.
Banan öppnade för motorsport den 16 juni 2016 och år 2025 slogs publikrekordet då 7 200 åskådare såg premiärloppet för STCC:s numera helt eldrivna tävlingar.